# Prisăcina, Caraș-Severin
Prisăcina este un sat în comuna Cornereva din județul Caraș-Severin, Banat, România.

## Personalități locale
Mariana Drăghicescu (1952-1997)  cântăreață de muzică populară românească din regiunea Banat, supranumită „Privighetoarea Banatului” de către Tiberiu Ceia, s-a născut în Prisăcina, la 18 septembrie 1952.